# Groupe ISAE

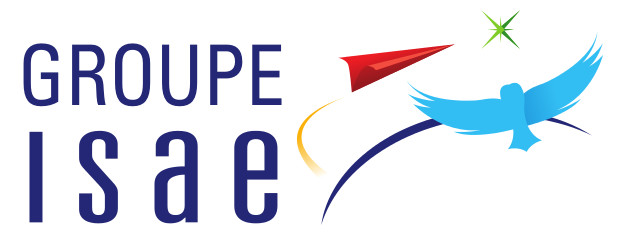
Groupe ISAE

Groupe ISAE è una rete francese per le università aeronautiche e spaziali (nome grandes écoles in francese).
È stato creato nel 2011 da Institut supérieur de l'aéronautique et de l'espace, École nationale supérieure de mécanique et d'aérotechnique, École supérieure des techniques aéronautiques et de construction automobile, Institut supérieur de mécanique de Paris, École nationale de l'aviation civile e École de l'air et de l'espace.
Il Groupe ISAE è stabilito sotto forma di un consorzio di cooperazione tra istituzioni autonome. È regolato da un accordo di partenariato che include una carta comune.
Il suo scopo è quello di "federare sotto una bandiera comune i collegi francesi nel campo dell'ingegneria aeronautica e spaziale, in modo da aumentare l'influenza di questi collegi, sia a livello nazionale che internazionale, e promuovere la formazione di ingegneri nel campo dell'aeronautica e dell'aerospazio".
I progetti e le azioni condotte congiuntamente dai membri del Groupe ISAE riguardano la formazione, la ricerca e l'influenza nazionale e internazionale.
I progetti e le azioni del Groupe ISAE sono sviluppati con il sostegno del GIFAS (Groupement des industries françaises aéronautiques et spatiales), le cui aziende associate rappresentano i principali datori di lavoro dei laureati dei Collegi del gruppo.